# モワイエン・オゴウェ州
モワイエン・オゴウェ州 (モワイエン・オゴウェしゅう、Moyen-Ogooué) は、ガボンの州である。面積は18,535km2、人口は83,300人（2020年推定）。州都はランバレネである。

## 下位行政区画

モワイエン・オゴウェ州の県

- アバンガ＝ビーニュ県
- オゴウェ・エ・デ・ラック県

## 主な都市
- ンジョレ
- ランバレネ